# تريسيا ديفيريو
تريسيا ديفيريو (بالإنجليزية: Tricia Devereaux)‏ من مواليد 12 يناير 1975 هي ممثلة إباحية أمريكية سابقة .

## وصلات خارجية
- تريسيا ديفيريو على موقع IMDb (الإنجليزية)
- تريسيا ديفيريو على موقع قاعدة بيانات الفيلم (الإنجليزية)
- تريسيا ديفيريو على موقع كينوبويسك (الروسية)

لم يتم العثور على روابط لمواقع التواصل الاجتماعي.